# Talinum polygaloides
Talinum polygaloides är en tvåhjärtbladig växtart som beskrevs av John Gillies och George Arnott Walker Arnott. Talinum polygaloides ingår i släktet taliner, och familjen Talinaceae. Inga underarter finns listade i Catalogue of Life.